# Bob Azzam
Wadie George Azzam (àrab: جورج وديع عزام, Jūrj Wadīʿ ʿAzzām), més conegut pel nom Bob Azzam (Alexandria, 24 d'octubre de 1925 - Mònaco, 24 de juliol de 2004) fou un cantant egipci. Amb la seva cançó d'impacte internacional «Mustapha», Azzam va aconseguir un gran èxit a França i a la península Ibèrica en la dècada de 1960. La cançó va arribar a ser el número 23 en el Regne Unit Singles Gràfic, romanent catorze setmanes en aquell gràfic. Azzam va obtenir un grau en enginyeria electrònica.

## Biografia
Azzam va començar la seva carrera a Itàlia a finals dels anys 1950, amb la seva banda, cantant en italià i en anglès. El 1960, va publicar unes cançons a França molt influïdes per la música oriental, «Ya Mustafa» («Chérie je t'aime, chérie je t'adore, como la salsa de pomodoro») i «Fais-moi du cuscús, chérie». El mateix any, va rebre el Grand Prix du Disque per la cançó «Viens viens dans mes bras».
Després d'aquesta època, el seu èxit va començar a declinar. Tanmateix, Azzam va continuar la seva carrera organitzant gires amb la seva orquestra, i va obrir el seu propi Night club a Ginebra.
La Bande à Basile, Jonathan Richman i Rachid Taha han versionat les cançons «Mustafa» i «Fais-moi du cuscús, chérie».

## EPs
- "Viens viens dans mes bras" / "Acrit dans le ciel" // "Les papous" / "Ola! Ola!" (Barclay, 72431, F, PS)

### 45 RPM
- 1960: T'ho vista piangere/Ti adorerò (Barclay, J 30082)
- 1960: Mustapha/Tintarella di luna (Barclay, 62096)
- 1960: Love in Portofino/Luna caprese (Italdisc, BH 47)
- 1960: Cuidado con la mano/Pimpollo (Italdisc, BH 48)
- 1960: Happy birthday cha cha cha/Till (Italdisc, BH 49)
- 1960: Malatia/La luna cascabelera (Italdisc, BH 52)
- 1960: Valentino/Fais-moi le couscous cher (Italdisc, BH 70)
- 1960: C'Est Écrit Dans Le Ciel/Viens, Viens Dans Mes Bras/Les Papous/Ola! Ola! (Barclay, 72431 M)
- 1961: Non sei mai stata così bella/A Palma de Maiorca (Italdisc, BH 81)
- 1961: 24.000 baci/Fais-moi le couscous cheri (Italdisc, BH 87)
- 1961: La pachanga/Pepito (Italdisc, BH 93)
- 1961: Amen Twist/Vieni vieni (Barclay, J 30149)
- 1962: La donna dei sogni/One finger one thumb (Karim, KN 119)
- 1962: Un giorno ti dirò/Cinque minuti ancora (Karim, KN 120)
- 1962: Guardando il cielo/Sonata (Karim, KN 143)
- 1962: Cri de ma vie/Loulou (Karim, KN 144)
- 1963: A braccia aperte/Sebeline (Festival, FX 108)
- 1966: Les marrons chauds/La joie d'aimer (Barclay, BN 6019)